# Ein Duke kommt selten allein – Wie alles begann
Ein Duke kommt selten allein – Wie alles begann (Originaltitel: The Dukes of Hazzard: The Beginning) ist eine Actionkomödie aus dem Jahr 2007 von Regisseur Robert Berlinger. Der Film basiert auf den Charakteren der Fernsehserie Ein Duke kommt selten allein. Die Handlung stellt eine Vorgeschichte zum 2005 erschienenen Spielfilm Ein Duke kommt selten allein dar.

## Handlung
Der 16-jährige Bo Duke wird in seiner Heimat Chickasaw County verhaftet, nachdem er während einer Fahrstunde mit dem Auto der Fahrschule rücksichtslos durch die Stadt gerast ist und ein Polizeiauto gerammt hat. Nur vier Countys weiter bekommt sein Cousin Luke Duke Ärger, als er, um eine Frau zu beeindrucken, ein illegales Feuerwerk auf einem Jahrmarkt zündet und dadurch einen Sachschaden von 15.000 US-Dollar verursacht und 20 Personen verletzt. Die Eltern der beiden konnten die Richter davon überzeugen, dass ein Sommer harter Arbeit auf der Farm ihres Onkels Jesse in Hazzard County, die richtige Strafe wäre.
Dort lernen sie ihre Cousine Daisy Duke kennen, ein unscheinbares Mauerblümchen, das gerade 18 geworden ist. Als diese von der Bibelschule kommt, erklärt sie ihnen, dass sie und alle anderen Mädchen gerade einen Eid unterschrieben haben, dass niemand von ihnen Sex vor der Ehe haben wird.
Jesse betreibt nach alter Familientradition die beste Schwarzbrennerei im County. Bo und Luke haben schnell genug von der Farmarbeit. Sie besuchen das Lokal Boar’s Nest, das wie die gesamte Stadt im Besitz von „Boss“ Hogg ist, der zurzeit auch um die Wiederwahl für den Posten des County Commissioners kämpft. Dabei beobachten sie ein Treffen zwischen ihrem Onkel Jesse und Boss Hogg. Hogg erpresst Jesse und verlangt, dass er ihn an den Einnahmen aus seiner Schwarzbrennerei beteiligt.
Die beiden Dukes verhelfen unfreiwillig Hoggs prämierter Sau Dainty zur Flucht aus ihrem hochgelegenen Stall, wobei beide mitsamt der Sau vom Dach stürzen. Boss Hogg verlangt von den Dukes Schadensersatz, andernfalls würde er die Farm von Onkel Jesse Duke zwangsversteigern, da Jesse ihm sowieso noch Raten für einen Kredit schuldet. Jesse kann jedoch das Geld nicht aufbringen und allein nicht so viel Schwarzgebrannten verkaufen, um das geforderte Geld in zwei Wochen zusammenzubekommen. Bo und Luke sind sich jedoch sicher, dass sie in der Zeit genügend Schnaps verkaufen könnten, wenn sie nur ein schnelles Auto hätten.
Cousine Daisy nimmt Bo und Luke zur örtlichen High-School mit und stellt ihnen dort Cooter Davenport vor, der ihnen einen leistungsstarken Motor zur Verfügung stellt. Nach der erfolglosen Suche nach einer passenden Karosserie sehen sie zwei Mädchen beim Sonnenbaden an einem Teich in der Schlucht. Bo stößt Luke ins Wasser und springt hinterher, um ihn zu retten. Aber anstelle der Rettung hat Bo nur noch Augen für einen 1969er Dodge Charger, der im Wasser versenkt wurde. Sie bergen das Fahrzeug, richten ihn her und bauen ihm den Motor von Cooter ein. Da Onkel Jesse erwähnt, dass sie früher ihre Autos nach Generälen benannt haben, nennen sie den Wagen General Lee.
Die Schnapsauslieferungen laufen zunächst sehr gut, doch dann verkündet Boss Hogg eine Alkoholprohibition im County und setzt eine Belohnung von 25.000 US-Dollar auf Schwarzbrenner und Alkoholschmuggler aus. Als Zeichen für sein persönliches Engagement, soll zudem aus seinem Boar’s Nest ein Eiscafé werden.
Zwischenzeitlich hat sich Daisy in der Bar als Kellnerin beworben, wurde aber abgelehnt, da sie optisch zu bieder aussehen würde. Als sie später aufreizend angezogen wiederkommt, erhält sie die Stelle und bekommt gleichzeitig eine Verabredung mit dem Barmann Hughie.
Um noch effektiver Geld zu verdienen, veranstaltet Jesse einen Markt, auf dem er und andere Schwarzbrenner ihren Schnaps anbieten. Als Boss Hogg und Sheriff Coltrane auf dem Markt erscheinen, ist Schluss mit den Geschäften. Jesse wird verhaftet, während Bo und Luke auf einer nahgelegenen Wiese ihren Rausch ausschlafen. Somit hat es Boss Hogg geschafft, alle Hindernisse zu beseitigen, die seinen Plan hätten verhindern können: Hogg will nämlich im ganzen Bundesstaat Georgia ein Alkoholverbot durchsetzen, durch die Übernahme der Brennerei von Onkel Jesse selber den besten Schwarzgebrannten produzieren, über die Verhaftung aller Konkurrenten ein Schnaps-Monopol herstellen und so das große Geld verdienen. Daisy weiht in der Zwischenzeit Hughie in das Geheimnis der Dukes ein. Später stellt sich heraus, dass er der Neffe von Boss Hogg ist und alles an seinen Onkel verrät.
Gemeinsam mit Cooter und Daisy schmieden die Dukes einen Plan. Sie entführen Boss Hogg in ihrem Wagen, fahren mit ihm auf eine Schlucht zu und drohen Hogg in den Tod zu stürzen, wenn dieser nicht alles gesteht. Daisy manipuliert währenddessen mit Hilfssheriff Enos, der ihr willenlos ergeben ist, das Funkgerät in der Polizeizentrale. Hogg verliert inzwischen die Nerven und gesteht alles. Dank Daisy wird sein Geständnis an alle Funkgeräte der Stadt weitergeleitet. Im Anschluss an das Geständnis springen die Dukes das erste Mal mit ihrem General Lee über eine Schlucht und schnappen Hoggs Neffen Hughie, der gerade dabei ist, Schwarzgebrannten in einem Eiskrem-Laster zu schmuggeln. Deshalb muss Hogg ihnen nun für den ertappten Hughie das von ihm ausgesetzte Kopfgeld von 25.000 US-Dollar zahlen.
Sie haben nun das Geld für die Farm und Onkel Jesse und alle anderen Schwarzbrenner werden wieder aus dem Gefängnis entlassen. Boss Hogg unterzeichnet für sich selbst einen Straferlass, sodass er nicht inhaftiert werden kann. Sein Neffe Hughie wird zum Sündenbock gemacht und eingesperrt.

## Hintergrund
- Die Stimme des Erzählers spricht im Originalton Gary Cole. In der deutschen Synchronisation wird sie von Engelbert von Nordhausen gesprochen, der in erster Linie als Stammstimme von Samuel L. Jackson bekannt ist.
- Der Name General Lee des Wagens bezieht sich auf Robert Edward Lee, General des Heeres der Konföderierten Staaten von Amerika während des Sezessionskriegs. Das Dach des Wagens trägt die Flagge der Konföderierten Staaten von Amerika und die Autohupe spielt die Melodie der Südstaaten-Hymne Dixie.
- Die Produktionskosten wurden auf 5 Millionen US-Dollar geschätzt. Die Dreharbeiten begannen im Juni 2006 in Kalifornien.
- Der Film kam nicht in die Kinos. Die DVD-Veröffentlichung in den USA war am 13. März 2007, in Deutschland am 24. August 2007. Zuvor fand in den USA am 4. März 2007 eine Erstausstrahlung beim Fernsehsender ABC Family statt, wo jedoch eine zensierte Version des Films gesendet wurde. Die Erstausstrahlung im frei empfangbaren deutschen Fernsehen war am 22. April 2011 auf RTL II.
- Die zensierte US-Version des Films von ABC Family, erhielt als Alterseinstufung TV-14 (ungeeignet für Kinder unter 14 Jahren). Auf DVD erschienen in den USA eine R-Rated-Version (Jugendliche unter 17 Jahren nur in Begleitung eines Erwachsenen), sowie auch eine Unrated-Version (von keiner Filmbewertungsstelle geprüft). In Deutschland erhielt die freizügigste US-Version als Altersfreigabe bereits FSK 6. Die DVD trägt in Deutschland die Bezeichnung "unzensiert", obwohl hier keine andere oder zensierte Version erschienen ist. Die Bezeichnung dient in Deutschland somit eher Werbezwecken.
- Der Film war der erste Titel, der unter der neu gegründeten Marke Warner Premiere von Warner Home Video veröffentlicht wurde, die sich auf DVD-Direktveröffentlichungen spezialisiert.

## Kritiken
- Lexikon des internationalen Films: Behäbige Actionkomödie als Ableger eine langlebigen Fernsehserie; die wenigen gelungenen Gags verlieren sich in der anspruchslosen Handlung.[1]
- Christopher Null schrieb auf filmcritic.com: Ob in einem Buggy durch die High-School schlitternd oder beim Alkoholschmuggeln im hergerichteten General Lee lässt der Film keine Gelegenheit aus, uns mit dreckschleudernden Fahrzeugen, barbusigen unbekannten Frauen, oder beidem zu überschütten. Das wird wohl alles schön und gut sein, aber ich denke nicht, dass irgendwer etwa eineinhalb Stunden lang etwas ertragen können muss, das als Handlung herhalten soll, nur um ein paar dumme Verfolgungsjagden zu sehen.[2]